# Bernhard Maier
Pour les articles homonymes, voir Maier.
Bernhard Maier (né en 1963 à Oberkirch) est un professeur allemand de sciences religieuses, qui se consacre principalement à la celtologie.